# Punk Goes Acoustic
Punk Goes Acoustic is het derde verzamelalbum uit de Punk Goes... serie uitgegeven door Fearless Records. Het bevat akoestische versies van zowel uitgegeven als voordien onuitgegeven songs, gebracht door poppunkartiesten. Het album bevat ook een bonus-cd.

## Nummers
1. "Time To Talk" - Open Hand
2. "Trust" - Thrice
3. "Firewater" - Yellowcard
4. "Memory" - Sugarcult
5. "Letters to You" - Finch
6. "A Hole in the World" - Thursday
7. "Playing Favourites" - The Starting Line
8. "Velvet Alley" - Strung Out
9. "Eight of Nine" - The Ataris
10. "Cute Without the E (Cut From the Team)" - Taking Back Sunday
11. "Chloroform Perfume" - From Autumn to Ashes
12. "Swing Life Away" - Rise Against
13. "The King" - Piebald
14. "Over It" - Rufio
15. "Chalk Line" - Strike Anywhere
16. "Away To the Heart" - Noise Ratchet
17. "Blue Collar Lullaby" - Coalesce
18. "Gathering Darkness" - Grade
19. "Alone In the World" - Glasseater
20. "Knew It All Along" - Midtown

### Bonus-cd
1. "Onto Morning Stars" - Anatomy of a Ghost (Fearless Records)
2. "Still Standing" - Rock Kills Kid (Fearless Records)
3. "New Way To Dance" - The Kinison (Fearless Records)
4. "Anything" - Plain White T's (Fearless Records)
5. "Taking It All Back" - Count The Stars (Victory Records)
6. "Shevanel Take 2" - Between the Buried and Me (Victory Records)
7. "I Loved The Way She Said L.A." - Spitalfield (Victory Records)
8. "Giving Up" - Silverstein (Victory Records)

- De versie van Swing Life Away door Rise Against op dit verzamelalbum is niet de album/singleversie dat populair werd in 2005-06. Het is een vroegere versie van het nummer dat stopt na de tweede chorus, en een verschillend intro heeft.

Punk Goes Metal ·
Punk Goes Pop ·
Punk Goes Acoustic ·
Punk Goes 80's ·
Punk Goes 90's ·
Punk Goes Acoustic 2 ·
Punk Goes Crunk ·
Punk Goes Pop Volume Two ·
Punk Goes Classic Rock ·
Punk Goes Pop Volume 03. ·
Punk Goes X ·
Punk Goes Pop Volume 4 ·
Punk Goes Pop Volume 5 ·
Punk Goes Christmas ·
Punk Goes 90s Vol. 2 ·
Punk Goes Pop Vol. 6 ·
Punk Goes Pop Vol. 7